# Ligabueino andesi
Il ligabueino (Ligabueino andesi) è un dinosauro carnivoro appartenente agli abelisauri. Visse nel Cretaceo inferiore (Barremiano, circa 120 milioni di anni fa) e i suoi resti fossili sono stati ritrovati in Sudamerica (Argentina). È considerato uno dei più piccoli dinosauri noti.

## Descrizione
Questo dinosauro è conosciuto solo per alcuni resti incompleti, che comprendono una vertebra cervicale, alcune vertebre dorsali, due falangi di una zampa anteriore, un ilio, un pube e un femore. I resti indicano che questo animale era molto piccolo (il femore era lungo poco più di 6 centimetri) ed è probabile che in vita Ligabueino superasse di poco i 70 centimetri di lunghezza. Ligabueino doveva essere un piccolo carnivoro dalle forme snelle, con zampe posteriori allungate e sottili, e dotato di una testa probabilmente armata di piccoli denti aguzzi. All'epoca della scoperta dei fossili si pensava che l'esemplare fosse un adulto, ma lo scarso grado di fusione delle vertebre indica che probabilmente l'esemplare era un giovane (Carrano et al., 2011).

## Classificazione
Ligabueino (il cui nome deriva da quello del paleontologo italiano Giancarlo Ligabue) è stato descritto per la prima volta nel 1996 da José Bonaparte; i resti, ritrovati nella formazione La Amarga in Argentina, sono stati attribuiti a un antico rappresentante del gruppo degli abelisauri; questi dinosauri sono noti principalmente per forme di grandi dimensioni e dalla struttura robusta, ma includevano anche forme più piccole e leggere (come Noasaurus, Velocisaurus e Masiakasaurus). 